# Trilophidia parvula
Trilophidia parvula är en insektsart som beskrevs av Popov, G.B. 1985. Trilophidia parvula ingår i släktet Trilophidia och familjen gräshoppor. Inga underarter finns listade i Catalogue of Life.